# Pastiche Cars

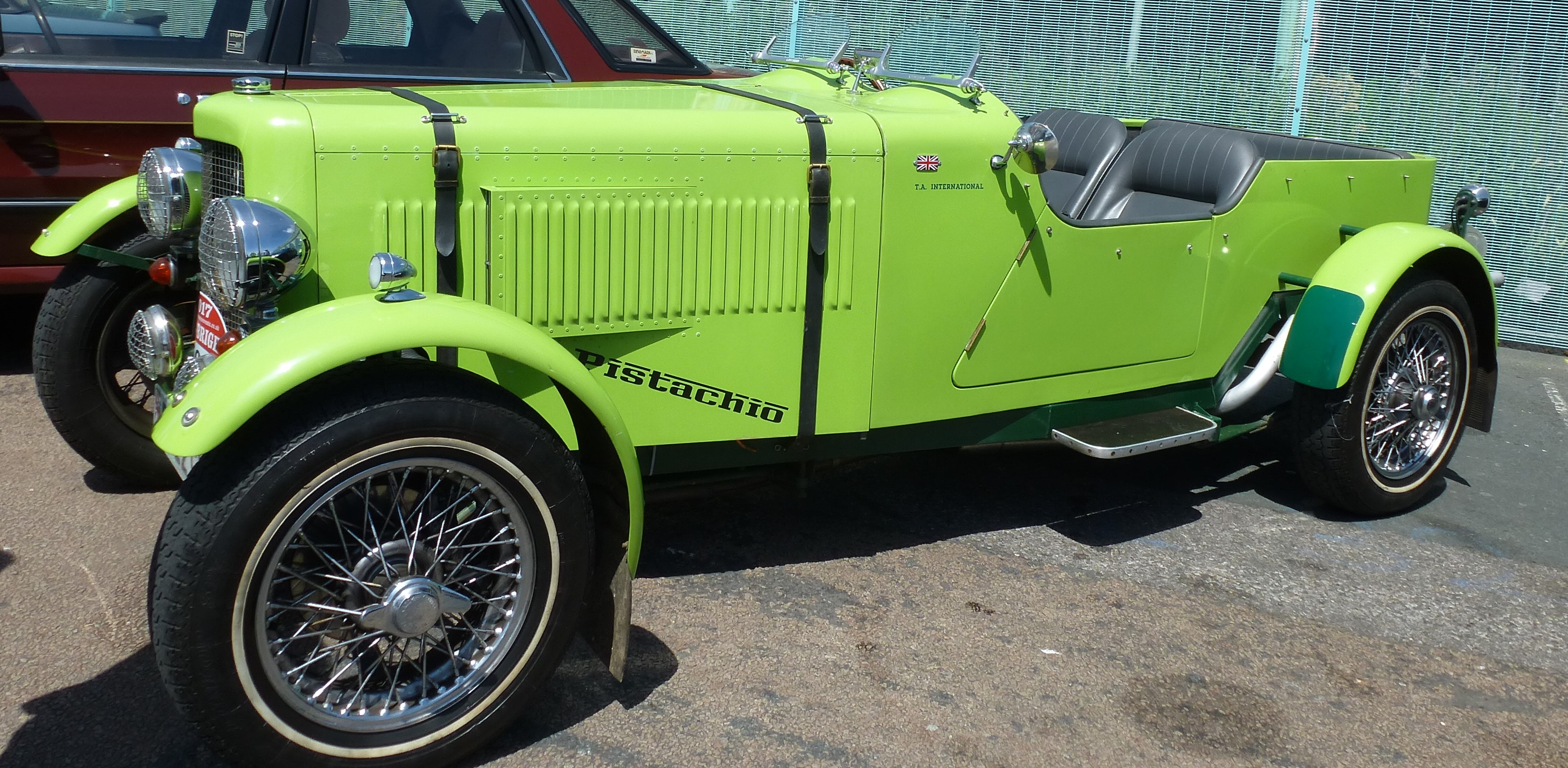
Pastiche International

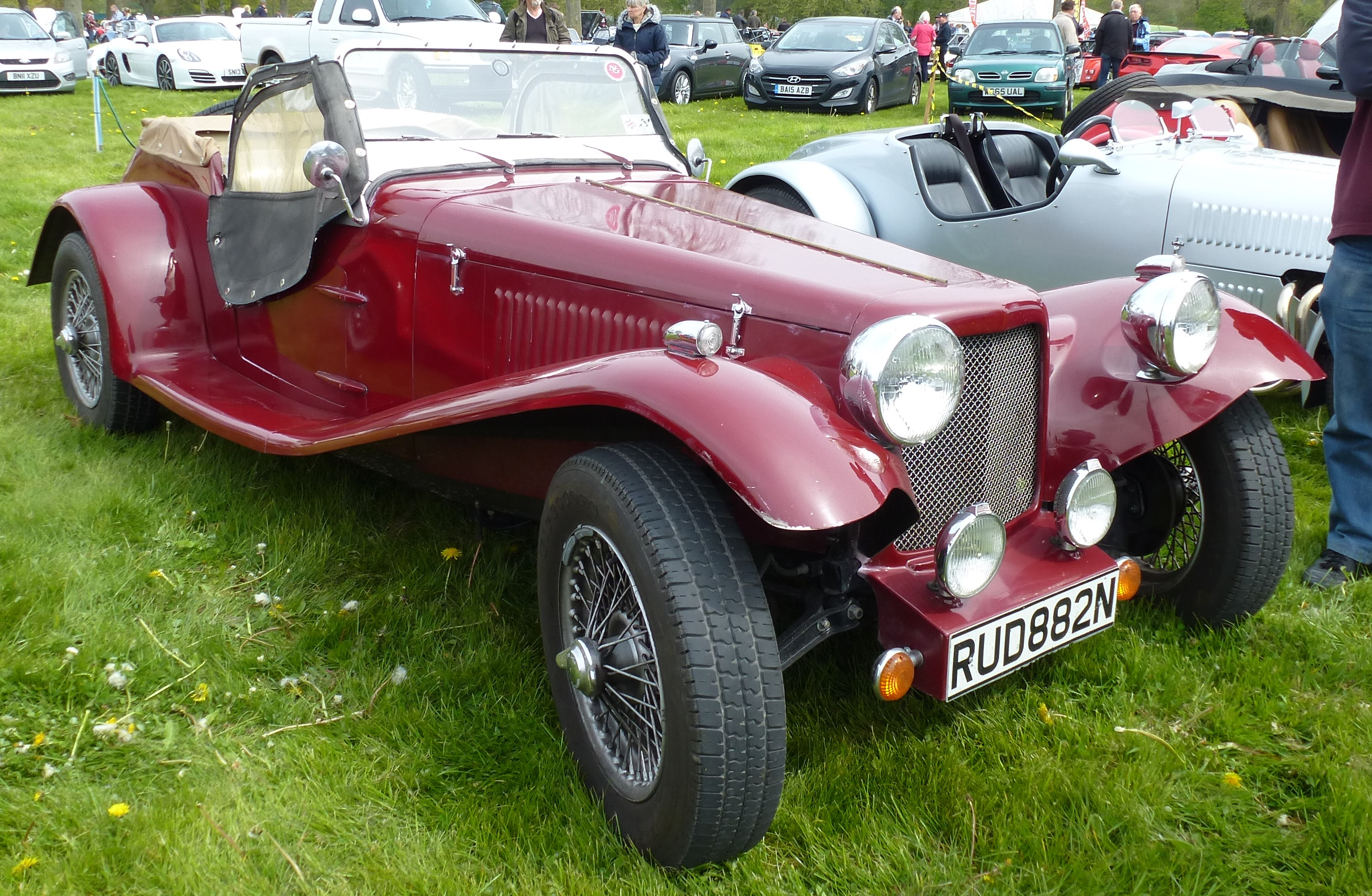
Pastiche Ascot

Pastiche Cars Limited war ein britischer Hersteller von Automobilen.

## Unternehmensgeschichte
Peter Fellowes gründete am 11. November 1988 das Unternehmen in Rotherham in der Grafschaft South Yorkshire. Er übernahm einige Modelle von NG Cars und begann mit der Produktion von Automobilen und Kits. Der Markenname lautete Pastiche. 1991 endete die Produktion. Am 9. Januar 1996 wurde das Unternehmen aufgelöst.
Insgesamt entstanden über 350 Exemplare.

## Fahrzeuge
Der International folgte auf den NG TA. Der Roadster im Stil der 1930er Jahre ähnelte dem Aston Martin International. Der Vierzylindermotor kam vom MG B. Dieses Modell fand zwischen 1989 und 1991 etwa 60 Käufer.
Der Ascot war einer der Nachfolger des NG TF. Der Roadster ähnelte dem Aston Martin Ulster. Die Motoren kamen wahlweise vom MG B oder vom Morris Marina. Zwischen 1989 und 1991 entstanden etwa 200 Fahrzeuge.
Der Gladiator erschien 1990 und fand bis 1991 etwa zwei Käufer. Er folgte auf den NG TC, hatte allerdings einen Motor von Ford.
Der Henley war der andere Nachfolger des NG TF mit einem Motor vom Ford Sierra. Von diesem Modell entstanden zwischen 1990 und 1991 etwa 100 Fahrzeuge. Challenger Cars versuchte, die Produktion dieses Modells bis 1993 fortzusetzen.
Außerdem fertigte Pastiche Cars zwischen 1990 und 1991 Fahrzeuge für Midas Cars.